# Rolf Björling
Rolf Verner David Björling, född 25 december 1928 i Jönköping, död 31 mars 1993 i Täby, var en svensk operasångare (tenor). Han var son till hovsångaren Jussi Björling och far till operasångaren Raymond Björling.
Han medverkade i en lång rad operor och operetter, bland annat som Pinkerton i Madama Butterfly, Manrico i Trubaduren, Radamès i Aida, Rodolphe i La Boheme, Cavaradossi i Tosca, Calaf i Turandot, Hertigen i Rigoletto och som Don José i Carmen. Sommaren 1975 hade han rollen som Lustigs-Per i Skinnarspelet i Malung. Björling gästspelade 1970 på San Francisco-operan i rollen som Ismael i Verdis Nabucco.

## Biografi
Björling studerade vid Musikhögskolan i Stockholm och i USA. Han bodde i Chicago under fem år på 1950-talet. Under denna tid vann han Metropolitan Opera Scholarship i hård konkurrens med över tusen deltagare. Redan år 1960 började han att ge konserter. 
Hans operadebut var i rollen som Pinkerton i Madama Butterfly 1962 på Storan i Göteborg. Denna debut blev en sådan succé, att han strax efteråt fick göra samma roll på Kungliga Operan i Stockholm. Därefter var han engagerad under två år vid Deutsche Oper i Berlin från 1963. Där fick han bl.a. rollen som Rodolphe i La Boheme. 
Rolf Björling ville dock komma tillbaka till Sverige och sjöng under några år vid Malmö-operan där han bland annat spelade Hertigen i Rigoletto. 1966 återvände Björling till Kungliga Operan i Stockholm som gästartist och blev mycket uppmärksammad för roller i den italienska repertoaren. Där gjorde han hösten 1966 ett bejublat framträdande i rollen som Calaf i Turandot tillsammans med Birgit Nilsson, som sjöng titelrollen. Han var fast anställd vid Kungliga Operan 1969–1985.
Konstellationen återförenades sju år senare när samma föreställning framfördes 1973 på Scandinavium i Göteborg inför en publik på 25.000 personer. Under samma tidsperiod hade han i såväl Stockholm som Malmö rollen som Cavaradossi i Tosca tillsammans med Birgit Nilsson i titelrollen.
Sitt genombrott 1972, och sina största framgångar hade Björling 1973 som Manrico i Verdis Trubaduren. Detta ledde till flera framträdanden i USA, exempelvis i november 1977 när han sjöng i Orlando, Florida, var recensionerna strålande. Rolf Björling medverkade 1987 i Klassisk afton, som arrangerades av Bosse Stenhammar från Mosebacke Etablissement och Karl Gustav Qvarfordt under den internationella Jazz och Blues festivalen på Skeppsholmen i Stockholm. En stor framgång hade Björling 1989 i Globen i Stockholm när han sjöng Radamès parti i Aida, med Siv Wennberg i titelrollen, i en konsertant version producerad av Hans Hiort. Rolf Björling avslutade sin karriär på Stockholmsoperan 1992 med rollen som Pinkerton i Madama Butterfly.
Björling var även verksam som konsertsångare i hela Skandinavien, Berlin, München, Wien, Amsterdam och i många städer i USA. Han var med och startade 1971 Nya Björlingkvartetten i vilken ingick hans dåvarande hustru Gunnel Eklund (alt) och Laila Andersson (sopran) – från 1973 Kjerstin Dellert (sopran) – samt Rolf Jupither (bas).

## Priser och utmärkelser
- 1977 – Jussi Björlingstipendiet

## Diskografi
- Rolf Björling sjunger Hugo Alfvén, (EP) Primula PREP 5001
- Rolf Björling, (EP) Joker JEP 8018 (1961)
- Rut Jacobson och Rolf Björling sjunger Puccini, Karusell LP C63-0048 (1962)
- Rolf Björling, Odeon (1968)
- Långt bortom rymder vida / Rolf Björling sjunger andliga sånger med Ibrakören, Karusell (196?)
- Rolf Björling sjunger Julsånger med Kör från Adolf Fredriks musikklasser, Musiker ur Kungl Hovkapellet. Lewi Pethrus läser de bibliska jultexterna. LP-förlaget 196?
- Sjung hela din längtan ut, Music for Pleasure MFP 5642 (1970?)
- Swedish-American Christmas, Marilla MA-M 10 (1973)
- Rolf Björling at Minneapolis Orchestra Hall, Aubergine Records (1976)
- Kom signade jul, Aubergine Records ARLP 107 (1977)
- Gunnel Eklund och Rolf Björling möter Falun i vårens tid, Wisa (1979)
- Rolf Bjoerling sings at Carnegie hall, RCA Victor LM (2003)
- Rolf Björling. Great Swedish singers. Bluebell ABCD 111. (2010)
- Gösta Björling, (CD) Inspelad 1934-1957 & 2012, KB Eklund Musica Verba, OAK GROVE CD 2029, (2012), spår 21 (bonusspår) med farbröderna Olle, Gösta och Karl.

## Filmografi
- 1965 – För tapperhet i tält
- 1971 – Troll

## Scenroller (urval)
- 1954 – Kypare i Serenad av Lajos Lajtai och Staffan Tjerneld, regi Sven Aage Larsen, Folkan[5]